# Schefflera osyana
Schefflera osyana är en araliaväxtart som först beskrevs av Veitch och Eduard August von Regel, och fick sitt nu gällande namn av David Gamman Frodin. Schefflera osyana ingår i släktet Schefflera och familjen araliaväxter.
Artens utbredningsområde är Nya Kaledonien. Inga underarter finns listade.